# F. Murray Abraham

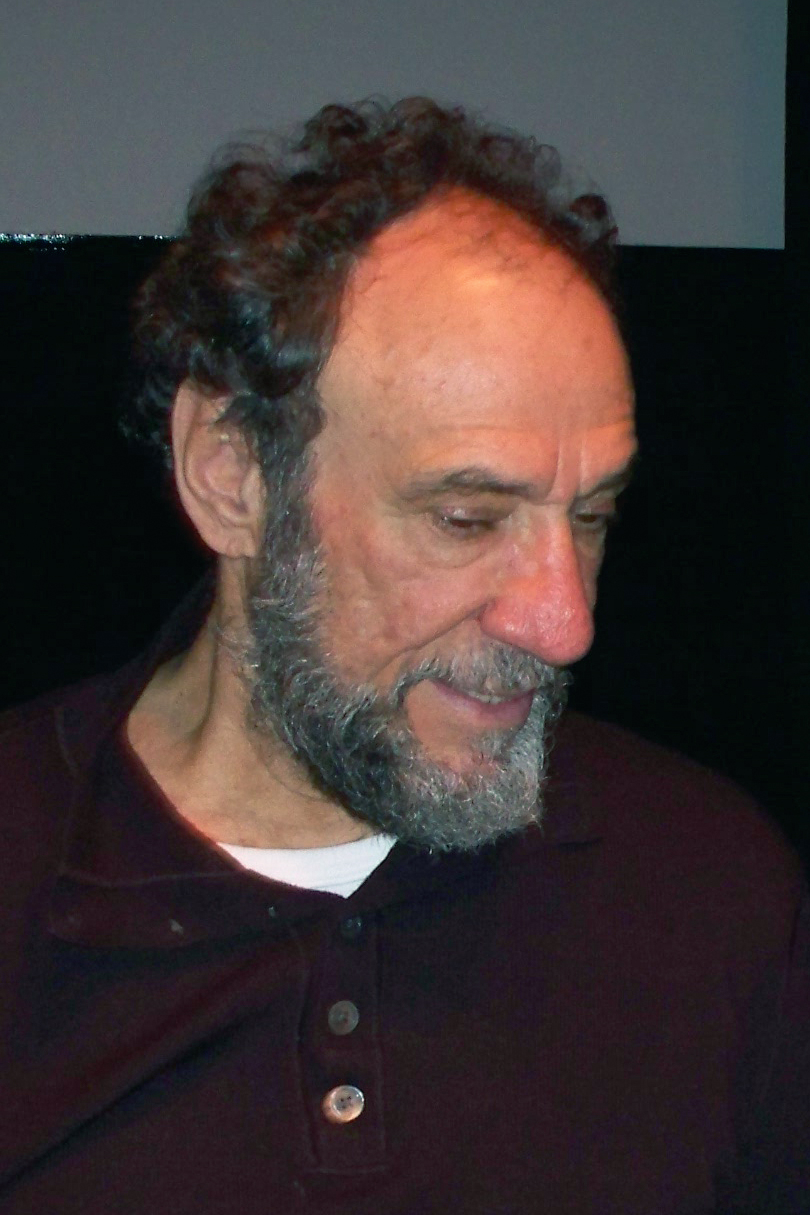
F. Murray Abraham beim Seattle International Film Festival 2008

Fahrid Murray Abraham (* 24. Oktober 1939 in Pittsburgh, Pennsylvania) ist ein US-amerikanischer Schauspieler. Für seine Rolle als Antonio Salieri im Filmdrama Amadeus erhielt er mehrere Auszeichnungen, darunter einen Oscar und einen Golden Globe Award.

## Leben
Abraham ist der Sohn eines aramäischen Vaters und einer italienischen Mutter. Er wuchs im texanischen El Paso auf. Sein Vater, ein Automechaniker, immigrierte um 1920 von Syrien in die Vereinigten Staaten. Sein Großvater war Chorleiter in der Syrisch-Orthodoxen Kirche. Nach einem Studium an der University of Texas at El Paso nahm Abraham Schauspielunterricht bei Uta Hagen und war an diversen Theatern tätig. Nebenbei wirkte er in mehreren Fernsehfilmen und Werbespots mit.
1976 spielte er eine Nebenrolle in Alan J. Pakulas Film über die Watergate-Affäre, Die Unbestechlichen, mit Dustin Hoffman und Robert Redford als die Journalisten Carl Bernstein und Bob Woodward. 1983 verkörperte er in Brian De Palmas Scarface den Drogengangster Omar Suárez in Miami. Der künstlerische Durchbruch gelang Abraham 1984 mit seiner Darstellung des Mozart-Widersachers Antonio Salieri in Miloš Formans Drama Amadeus. Für diese Rolle erhielt er einen Oscar als bester Hauptdarsteller und setzte sich damit gegen den ebenfalls nominierten Mozart-Darsteller Tom Hulce durch.
Seitdem spielte er „Schurkenrollen“ wie etwa in der Verfilmung von Umberto Ecos Roman Der Name der Rose den mittelalterlichen Inquisitor Bernard Gui und einen paranoiden Staatsanwalt in der Filmsatire Fegefeuer der Eitelkeiten nach Tom Wolfe. In Komödien wie Loaded Weapon 1 und Last Action Hero nahm er mit viel Selbstironie sein Bösewicht-Image auf die Schippe. 1995 trat er in Woody Allens Komödie Geliebte Aphrodite in einer Nebenrolle auf. In Film- und Fernsehproduktionen übernimmt er mittlerweile zunehmend differenziert angelegte Charakterrollen.
Neben seinen Filmauftritten spielt Abraham seit den 1960er Jahren zudem vor allem in New York Theater. So stand er 1988 in Warten auf Godot von Samuel Beckett gemeinsam mit den Komikern Robin Williams und Steve Martin auf der Bühne. Ebenfalls Off-Broadway spielte er 1996 den König Lear, 2007 den Shylock im Kaufmann von Venedig und den Barabas in Der Jude von Malta. Den Galileo Galilei verkörperte Abraham 2012 im gleichnamigen Stück von Bertolt Brecht. 2014 trat er in der Komödie It’s Only a Play von Terrence McNally neben Matthew Broderick und Nathan Lane auf. Von 2012 bis 2018 war er in der Dramaserie Homeland in der Rolle des Dar Adal zu sehen.
Abraham ist seit 1962 mit Kate Hannan verheiratet und Vater zweier Kinder.

## Filmografie (Auswahl)
- 1971: Der verkehrte Sherlock Holmes (They Might Be Giants)
- 1973: Ein ganz besonderer Ort (Nightside, Fernsehfilm)
- 1973: Serpico
- 1975: Das Nervenbündel (The Prisoner of Second Avenue)
- 1975: Die Sunny Boys (The Sunshine Boys)
- 1975, 1977: Kojak – Einsatz in Manhattan (Kojak, Fernsehserie, 2 Episoden)
- 1976: Die Unbestechlichen (All the President’s Men)
- 1976: Der Mörder lauert in der Sauna (The Ritz)
- 1977: Sex and the Married Woman (Fernsehfilm)
- 1978: Der große Trick (The Big Fix)
- 1978: Madman
- 1982: Marco Polo (Fernseh-Miniserie)
- 1983: Scarface
- 1984: Amadeus
- 1986: Der Name der Rose
- 1988: Russicum – Die Vatikan-Verschwörung (Russicum – I giorni del diavolo)
- 1989: Slipstream
- 1989: Moon Trek (Beyond the Stars)
- 1989: Die Favoritin (The Favorite / Intimate Power)
- 1989: Von Bullen aufs Kreuz gelegt (An Innocent Man)
- 1989: Die Verlobten (I promessi sposi, Miniserie, 3 Episoden)
- 1989: Der Prozeß des Galileo (Eppur si muove!, Fernsehfilm)
- 1990: La batalla de los Tres Reyes
- 1990: Fegefeuer der Eitelkeiten (The Bonfire of the Vanities)
- 1990: Largo Desolato (Fernsehfilm)
- 1991: Michelangelo – Genie und Leidenschaft (A Season of Giants, Fernsehfilm)
- 1991: Money
- 1991: Die wahren Bosse – Ein teuflisches Imperium (Mobsters)
- 1991: Malko: Eye of the Widow (Eye of the Widow)
- 1991: Das Duell der Meister (By the Sword)
- 1991: Im ersten Kreis der Hölle (The First Circle, Fernsehfilm)
- 1993: Loaded Weapon 1
- 1993: Gefährliche Reise zum Mittelpunkt der Erde (Journey to the Center of the Earth, Fernsehfilm)
- 1993: Sweet Killing
- 1993: Last Action Hero
- 1993: Zeit der Angst (Il caso Dozier, Fernsehfilm)
- 1994: Fresh
- 1994: L'affaire
- 1994: Surviving the Game – Tötet ihn! (Surviving the Game)
- 1994: Nostradamus
- 1994: Jamila
- 1995: Dillinger und Capone (Dillinger and Capone)
- 1995: Geliebte Aphrodite (Mighty Aphrodite)
- 1996: Dead Man’s Walk – Der tödliche Weg nach Westen (Dead Man’s Walk, Miniserie, 3 Episoden)
- 1996: Die Kinder der Revolution (Children of the Revolution)
- 1996: Baby Face Nelson
- 1997: Mimic – Angriff der Killerinsekten (Mimic)
- 1997: Die Farbe der Gerechtigkeit (Color of Justice, Fernsehfilm)
- 1997: Una vacanza all'inferno
- 1997: Eruption
- 1998: Star Trek: Der Aufstand (Star Trek: Insurrection)
- 1999: Die Bibel – Esther (Esther, Fernsehfilm)
- 1999: Arche Noah – Das größte Abenteuer der Menschheit (Noah's Ark, Miniserie, 2 Episoden)
- 1999: Muppets aus dem All (Muppets from Space)
- 1999: The All New Adventures of Laurel & Hardy in 'For Love or Mummy'
- 1999: Falcone – Im Fadenkreuz der Mafia (Excellent Cadavers, Fernsehfilm)
- 2000: Ein dunkler Geist (The Darkling, Fernsehfilm)
- 2000: Forrester – Gefunden! (Finding Forrester)
- 2000: Un dono semplice (Fernsehfilm)
- 2001: Die Kreuzritter 4 – Das Gewand Jesu (I cavalieri che fecero l’impresa)
- 2001: 13 Geister (Thir13en Ghosts)
- 2002: Joshua
- 2003: Piazza delle cinque lune
- 2003: My Father, Rua Alguem 5555
- 2004: Peperoni ripieni e pesci in faccia
- 2004: Die Brücke von San Luis Rey (The Bridge of San Luis Rey)
- 2004: Dead Lawyers (Fernsehfilm)
- 2006: Il mercante di pietre
- 2006: Der stille Don (Тихий Дон)
- 2006: Das Ende der Götter (L’inchiesta)
- 2007: Come le formiche
- 2007: Blood Monkey
- 2008: Shark Swarm – Angriff der Haie (Shark Swarm, Fernsehfilm)
- 2008: Carnera: The Walking Mountain
- 2008: A House Divided
- 2009: Perestroika
- 2009: Barbarossa
- 2010: Criminal Intent – Verbrechen im Visier (Law & Order: Criminal Intent, Fernsehserie, 1 Episode)
- 2010: Bored to Death (Fernsehserie, 1 Episode)
- 2010: The Unseen World
- 2011, 2012, 2014: Good Wife (The Good Wife, Fernsehserie, 4 Episoden)
- 2012: Blue Bloods – Crime Scene New York (Blue Bloods, Fernsehserie, 1 Episode)
- 2012: Goltzius and the Pelican Company
- 2012: Die Belagerung (The Day of the Siege: September Eleven 1683)
- 2012: Beauty and the Beast (Fernsehfilm)
- 2012–2018: Homeland (Fernsehserie, 43 Episoden)
- 2013: Dead Man Down
- 2013: Elementary (Fernsehserie, 1 Episode)
- 2013: Inside Llewyn Davis
- 2013: Ti ho cercata in tutti i necrologi
- 2014: Grand Budapest Hotel (The Grand Budapest Hotel)
- 2014: Il mistero di Dante
- 2014: A Little Game
- 2016: Inside Amy Schumer (Fernsehserie, 1 Episode)
- 2017: Lass es, Larry! (Curb Your Enthusiasm, Fernsehserie, 1 Episode)
- 2018: Isle of Dogs – Ataris Reise (Isle of Dogs, Sprechrolle)
- 2018: The Good Fight (Fernsehserie, 1 Episode)
- 2018: Robin Hood
- 2019: Drachenzähmen leicht gemacht 3: Die geheime Welt (How to Train Your Dragon: The Hidden World, Sprechrolle)
- 2019: The Orville (Fernsehserie, 1 Episode)
- 2019: Chimerica (Fernsehserie, 4 Episoden)
- 2019: Susi und Strolch (Lady and the Tramp)
- 2020–2021: Mythic Quest: Raven’s Banquet (Fernsehserie)
- 2021: Things Heard & Seen
- 2021–2022: The White Lotus (Fernsehserie, 6 Episoden)
- 2022: Guillermo del Toro’s Cabinet of Curiosities (Fernsehserie, 1 Episode)
- 2022: Moon Knight (Fernsehserie, Stimme)
- 2022: The Magic Flute – Das Vermächtnis der Zauberflöte

## Theatrografie (Auswahl)
- 1968–1969: The Man in the Glass Booth (Royale Theatre, New York City)
- 1969: Tonight in Living Color (Actors' Playhouse, New York City)
- 1971: The Survival of St. Joan (Anderson Theatre, New York City)
- 1971: Where Has Tommy Flowers Gone? (Eastside Playhouse, New York City)
- 1972–1973: 6 Rms Riv Vu (Helen Hayes Theatre, später Lunt-Fontanne Theatre, New York City)
- 1974: Bad Habits (Astor Place Theatre, später Booth Theatre, New York City)
- 1975–1976: The Ritz (Longacre Theatre, New York City)
- 1976: Legend (Ethel Barrymore Theatre, New York City)
- 1976: Sexual Perversity in Chicago/The Duck Variations (Cherry Lane Theatre, New York City)
- 1977: Landscape of the Body (Joseph Papp Public Theater / Newman Theater, New York City)
- 1978: The Master and Margarita (Joseph Papp Public Theater / LuEsther Hall, New York City)
- 1979–1980: Teibele and Her Demon (Brooks Atkinson Theatre, New York City)
- 1980: The Seagull (Joseph Papp Public Theater / Newman Theater, New York City)
- 1982: The Caretaker (Roundabout Stage I, 23rd Street Theater, New York City)
- 1982: Antigone (Joseph Papp Public Theater / Martinson Hall, New York City)
- 1984: The Golem (Delacorte Theater, New York City)
- 1986: Twelfth Night or What You Will (Delacorte Theater, New York City)
- 1986–1987: Macbeth (Belasco Theatre, New York City)
- 1987–1988: A Midsummer Night's Dream (Joseph Papp Public Theater / Anspacher Theater, New York City)
- 1988: Waiting for Godot (Mitzi E. Newhouse Theater, New York City)
- 1992: A Life in the Theatre (Jewish Repertory Theatre, New York City)
- 1993–1994: Angels in America: Millennium Approaches (Walter Kerr Theatre, New York City)
- 1993–1994: Angels in America: Perestroika (Walter Kerr Theatre, New York City)
- 1995: A Month in the Country (Criterion Center Stage Right, New York City)
- 1996: King Lear (Joseph Papp Public Theater / Anspacher Theater, New York City)
- 1997–1998: Triumph of Love (Royale Theatre, New York City)
- 2007: The Jew of Malta (The Duke on 42nd Street, New York City)
- 2007: The Merchant of Venice (The Duke on 42nd Street, New York City)
- 2007: Mauritius (Biltmore Theatre, New York City)
- 2008: Almost an Evening (Theatres at 45 Bleecker / Bleecker Street Theatre, New York City)
- 2009: Offices (Linda Gross Theater, New York City)
- 2012: Galileo (East 13th Street/CSC Theatre, New York City)
- 2012–2013: Golden Age (New York City Center / Stage I, New York City)
- 2014: The Threepenny Opera (Linda Gross Theater, New York City)
- 2014–2015: It's Only a Play (Gerald Schoenfeld Theatre, später Bernard B. Jacobs Theatre, New York City)
- 2016: Nathan the Wise (East 13th Street/CSC Theatre, New York City)
- 2018: Good For Otto (Pershing Square Signature Center / The Alice Griffin Jewel Box Theatre, New York City)

## Auszeichnungen
- 1984: Kansas City Film Critics Circle Award als bester Darsteller für Amadeus
- 1985: Oscar als bester Darsteller für Amadeus
- 1985: Golden Globe Award als bester Darsteller für Amadeus
- 1985: Los Angeles Film Critics Association Award als bester Darsteller für Amadeus (zusammen mit Albert Finney für Under the Volcano)